# Лжепилюльщики
Лжепилюльщики (лат. Limnichidae) — семейство насекомых из отряда жесткокрылых. Распространены повсеместно. Самые ранние находки семейства в ископаемом состоянии были сделаны в меловом бирманском янтаре. 

## Описание
Маленькие жуки 0,5—5 мм в длину.

## Экология
Встречаются в полуводных или прибрежноводных местообитаниях, вдоль каменистых берегов водоёмов и прибрежных лесах.

## Систематика
В состав семейства входят 383 видов из 37 
- Подсемейство: Cephalobyrrhinae Champion, 1925
  - Род: Cephalobyrrhus
  - Род: Erichia
  - Род: Parathroscinus
  - Род: Throscinus
- Подсемейство: Hyphalinae Britton, 1971
  - Род: Hyphalus
- Подсемейство: Limnichinae Erichson, 1846
  - Род: Afrolimnichus
  - Род: Bothriophorus
  - Род: Byrrhinus
  - Род: Cephalobyrrhinus
  - Род: Chibidoronus
  - Род: Corrinea
  - Род: Cyclolimnichus
  - Род: Eulimnichus
  - Род: Geolimnichus
  - Род: Limnichites
  - Род: Limnichoderus
  - Род: Limnichomorphus
  - Род: Limnichus
  - Род: Paralimnichus
  - Род: Pelochares
  - Род: Phalacrichus
  - Род: Physemus
  - Род: Platypelochares
  - Род: Tricholimnichus
- Подсемейство: Thaumastodinae Champion, 1924
  - Род: Acontosceles
  - Род: Babalimnichus
  - Род: Martinius
  - Род: Mexico
  - Род: Pseudeucinetus
- Подсемейство: incertae sedis
  - Род: Ersachus
  - Род: †Palaeoersachus